# Abrázame muy fuerte (canción)
«Abrázame muy fuerte» es una balada escrita e interpretada por el cantautor mexicano Juan Gabriel. La canción fue producida por Bebu Silvetti y fue lanzada como la sexta canción y segundo sencillo del álbum del mismo título Abrázame muy fuerte (2000). La canción fue la séptima del artista en convertirse en número uno en la lista Billboard Hot Latin Tracks y la canción fue la primera del artista en la lista Billboard Latin Pop Airplay. El álbum se convirtió en un éxito comercial, llegando a estar en el número 2 de la lista Top Latin Albums en los Estados Unidos. El cantautor también recibió una nominación Premio Grammy al Mejor Álbum Pop Latino en la 44°. entrega anual de los Premios Grammy celebrada el miércoles 27 de febrero de 2002.
Gabriel recibió tres Billboard Latin Music Awards por la canción. La canción también fue usada como tema principal de la telenovela mexicana Abrázame muy fuerte. En 2010 el cantautor puertorriqueño-estadounidense Marc Anthony grabó una versión de este tema para su álbum Iconos.

## Trasfondo
Juan Gabriel es uno de los más exitosos cantautores de habla hispana, vendiendo alrededor de 40 millones de copias, y colaborando con más de 300 artistas, en su más de 30 años de carrera, escribió y grabó en 2000 "Abrázame muy fuerte", el cual está incluido en el álbum homónimo. El 31 de julio de 2000, una telenovela, protagonizada por Victoria Ruffo, Aracely Arámbula, Fernando Colunga y Pablo Montero, titulada Abrázame muy fuerte empezó a transmitirse en México. Salvador Mejía, el productor, eligió la canción como tema principal. La telenovela, se convertiría en un éxito, y terminaría ganando ocho Premios TVyNovelas en 2001.

## Listas y versiones
La canción debutaría en el número 38 de la lista Billboard Hot Latin Tracks chart el 2 de diciembre de 2000, llegaría a posicionarse en el "top ten" 3 semanas después, se posicionaría en lo más alto de esta lista el 27 de enero de 2001, manteniendo esa posición durante 4 semanas, cuando sería reemplazado por Te quise olvidar de la boyband latinoamericana MDO. pero regresaría a la cima de la lista la semana siguiente. La canción sería sucedida en la cima por Sólo quiero amarte del artista puertorriqueño-estadounidense Ricky Martin, cinco semanas más tarde. "Abrázame Muy Fuerte" se mantendría durante nueve semanas en la cima de la lista, y finalizaría el año como la mejor canción latina de 2001. Gracias a la canción, Juan Gabriel ganaría 2 Premios Billboard de la música Latina en 2002 por Canción y Compositor del Año. Bebu Silvetti ganaría la de Productor del Año por su trabajo en la canción.
«Abrázame muy fuerte» sería versionada por muchos artistas, tales como Chon Arauza y La Furia Colombiana, Conjunto Amanecer, Hugo Cortes, Emerson Ensemble, Grupo Condesa, Grupo Hanyak, Jaula de Grillos, Juan Manuel Valadez, Jesus Medel y Sus Cantantes, Juan Michel, Ednita Nazario, Oscar y la Fantasía, Proyecto Nuevo, Ritmo Son, Rumbasón Orquesta, Sheyla Tadeo con Cipriano Alberto, La Sinfonia, Juan Pablo Subirama, Los Suenos Azules, Nelson Tavarez, Trenors, Isabel Pantoja, Francisco Ulloa, Marc Anthony, Mauricio Martínez, Ventino, Álvaro Rod con Maricarmen Marín, Laura Pausini (quién cantó a dúo con Juan Gabriel), Amaury Gutiérrez, Antonio Ríos y Bárbara Faz, entre muchos otros.

### Posicionamiento
| Lista (2001)                                | Máxima posición |
| ------------------------------------------- | --------------- |
| Estados Unidos (Hot Latin Songs)            | 1               |
| Estados Unidos (Latin Pop Airplay)          | 1               |
| Estados Unidos (Regional Mexican Airplay)   | 2               |
| U.S. Billboard Latin Tropical/Salsa Airplay | 6               |

### Sucesión y posicionamiento
| Predecesor: «Te quise olvidar» de MDO | U.S. Billboard Hot Latin Tracks — Sencillo N°. 1 (Primera vuelta) 27 de enero de 2001 - 16 de febrero de 2001 | Sucesor: «Te quise olvidar» de MDO            |
| Predecesor: «Te quise olvidar» de MDO | U.S. Billboard Hot Latin Tracks — Sencillo N°. 1 (Segunda vuelta) 24 de febrero de 2001 - 6 de abril de 2001  | Sucesor: «Sólo quiero amarte» de Ricky Martin |

| Predecesor: «Sólo quiero amarte» de Ricky Martin | U.S. Billboard Latin Pop Airplay — Sencillo N°. 1 (Primera vuelta) 28 de abril de 2001 - 25 de mayo de 2001  | Sucesor: «Quiero» de Jerry Rivera |
| Predecesor: «Quiero» de Jerry Rivera             | U.S. Billboard Latin Pop Airplay — Sencillo N°. 1 (Segunda vuelta) 2 de junio de 2001 - 15 de junio de 2001  | Sucesor: «Azul» de Cristian       |
| Predecesor: «Azul» de Cristian                   | U.S. Billboard Latin Pop Airplay — Sencillo N°. 1 (Tercera vuelta) 23 de junio de 2001 - 29 de junio de 2001 | Sucesor: «Azul» de Cristian       |

## Versiones

### Versión de Marc Anthony
En el año 2010, el cantautor puertorriqueño-estadounidense Marc Anthony grabó una versión de esta canción para su álbum Iconos. Anthony grabó versiones de "Abrázame muy fuerte", "Ya lo sé que tu te vas" y "Te lo pido por favor", escritas por Juan Gabriel. "Abrázame muy fuerte" fue escogida por los fanáticos del cantante como el segundo sencillo del álbum, luego de realizar una votación en su sitio web. Este es el segundo sencillo en el que Marc Anthony hace una versión de una canción de Juan Gabriel, tras la versión que hizo de "Hasta que te conocí" en su álbum Otra nota de 1993.

### Listas
| Lista (2010)                       | Posición más alta |
| ---------------------------------- | ----------------- |
| Estados Unidos (Hot Latin Songs)   | 21                |
| Estados Unidos (Latin Pop Airplay) | 4                 |